# Oblast de Tomsk

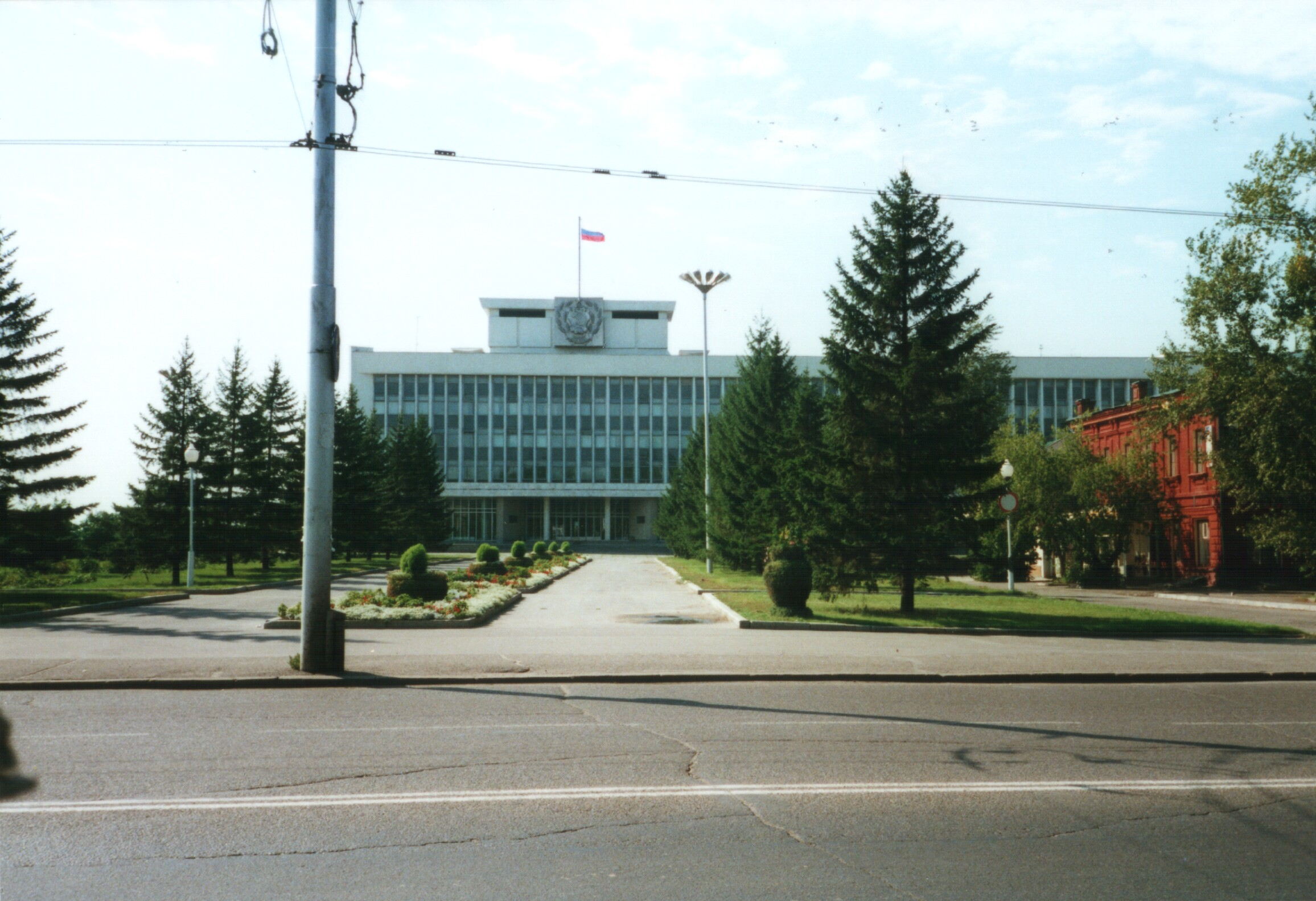
Prédio da administração do oblast em Tomsk, 2000.

O oblast de Tomsk (russo:  То́мская о́бласть, tr. Tómskaia óblast) é uma divisão federal da Federação da Rússia, situada na planície siberiana ocidental do sudeste, no sudoeste do Distrito Federal da Sibéria. O seu centro administrativo é a cidade de Tomsk. Viktor Kress é o regulador da região desde 1991. De acordo com o censo populacional de 2010, tinha uma população de 1 047 394 habitantes.
O desenvolvimento do seu território começou no século XVII. Tomsk foi fundada em 1604. A área do território é de 316 900 quilómetros quadrados, e a parte é inacessível devido a estar coberto com bosques de taiga e pântanos. O oblast faz fronteira com o krai de Krasnoiarsk e com os oblasts de Tiumen, Omsk, Novosibirsk, e Kemerovo.
O oblast de Tomsk é rico em recursos naturais, particularmente petróleo, gás natural, metais ferrosos e não ferrosos, carvão, e águas subterrâneas. As florestas estão também entre os recursos mais significativos da região: aproximadamente 20% dos recursos siberianos ocidentais da floresta são situados no oblast de Tomsk. A indústria compõe cerca de metade do produto interno bruto regional, enquanto que a agricultura contribui com 19% e a construção com 13%. As indústrias química e petrolífera são as mais desenvolvidas na região, seguidas pelo desenvolvimento de maquinaria. Os artigos principais de exportação da região são: petróleo (62,1%), metanol (30,2%), e maquinaria industrial e equipamentos (4,8%). A extração petrolífera e a indústria madeireira são os principais negócios da região.
A região é sede de seis instituições de ensino superior do estado e a 47 institutos de pesquisa.

## Rios
- Ob
- Tom
- Tchulym
- Tchaia
- Ket
- Parabel
- Vasiugan
- Tym